# Pastèque (symbole palestinien)
Pour les articles homonymes, voir Pastèque.

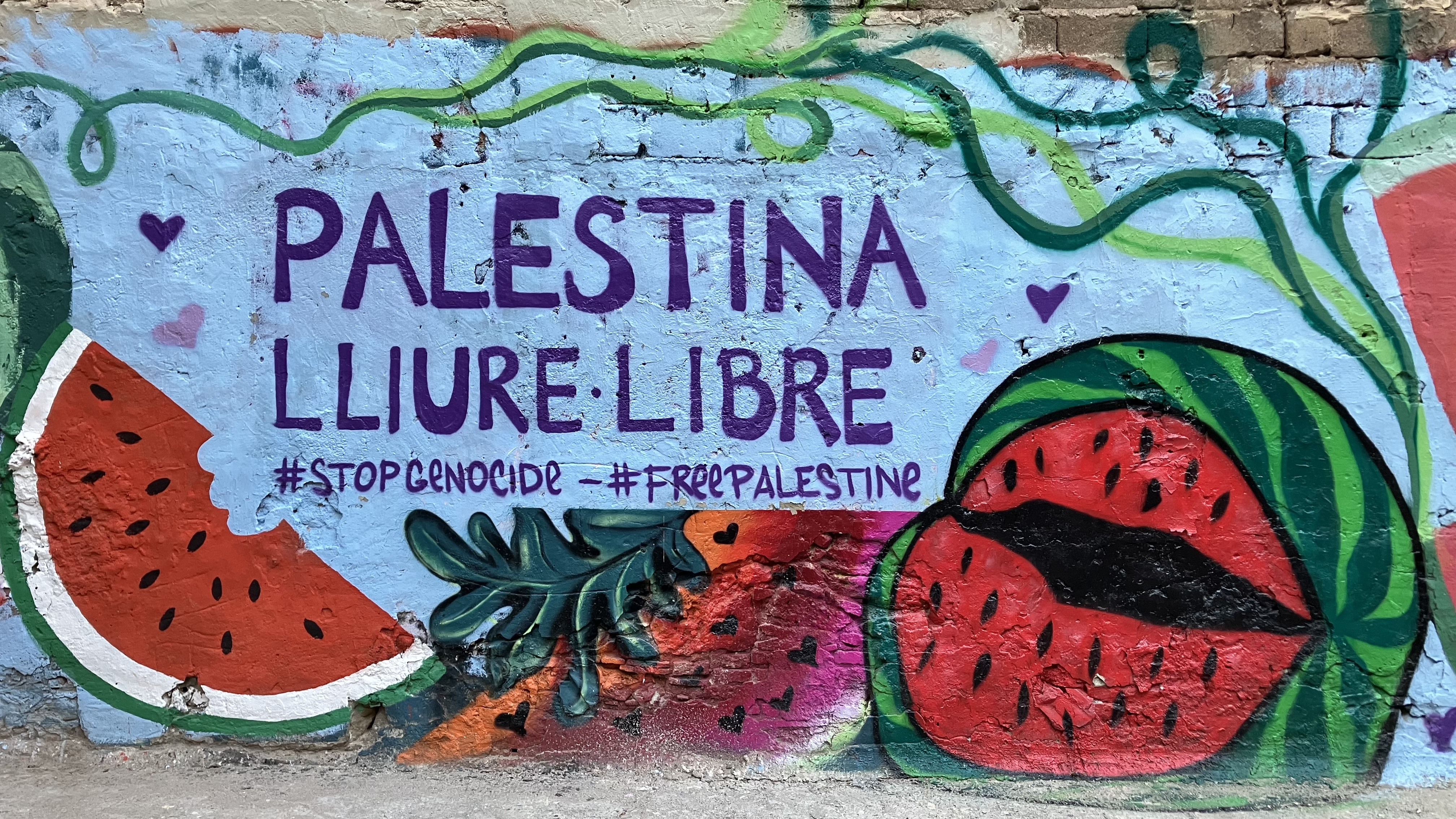
Peinture murale à Barcelone (2024).

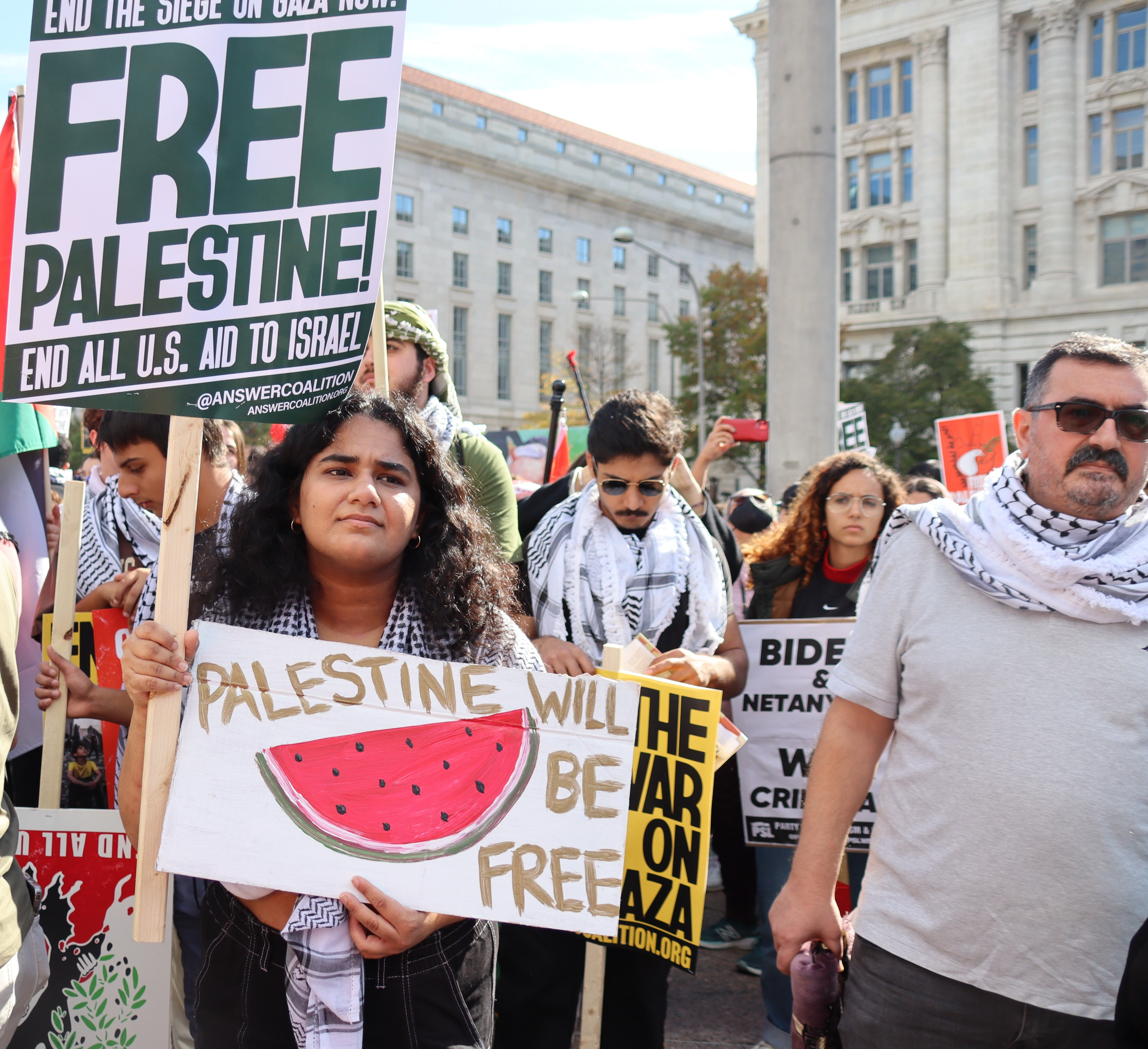
Pancarte lors de la National March on Washington: Free Palestine, en opposition à la guerre contre Gaza, le 4 novembre 2023.

La pastèque est un symbole de l'expression publique des Palestiniens dans les manifestations et les œuvres d'art représentant la lutte contre l'occupation israélienne dans les territoires palestiniens.

## Historique
En 1967, lors de la guerre des Six Jours, Israël interdit d'afficher le drapeau de la Palestine constitué de quatre couleurs : vert, rouge, noir et blanc. Pour contourner cette interdiction, la pastèque devient un des symboles de l’identité palestinienne à partir de 1980. L'artiste Sliman Mansour explique que dans les années 1980, alors qu'il expose ses œuvres à Ramallah, l'exposition est fermée car il utilisait les couleurs du drapeau. Ainsi peindre une fleur avec ces quatre couleurs ou une pastèque est alors condamnable.
La pastèque devient populaire lors de la première intifada de 1987 à 1993, quand Israël interdit aux agriculteurs de planter certaines cultures, dont les pastèques. Un article du New York Times de 1993 évoque brièvement des arrestations liées au transport du fruit. Puis le drapeau palestinien sera de nouveau autorisé en 1993 après les accords d'Oslo,.
L'artiste Khaled Hourani (en) peint en 2007 une tranche de pastèque pour illustrer le livre Subjective Atlas of Palestine. Cette peinture intitulée The Story of the Watermelon (L'histoire de la pastèque), fait le tour du monde et devient encore plus significative lors de la crise israélo-palestinienne de 2021.
La pastèque est devenue un moyen d'afficher un soutien à la cause palestinienne. L'émoji de la pastèque (« 🍉 », U+1F349), créée en 2015, permet aux internautes de contourner les algorithmes qui censurent le soutien aux palestiniens sur les réseaux sociaux,.
En janvier 2023, le ministre israélien Itamar Ben-Gvir décide de faire retirer le drapeau palestinien des espaces publics considérant qu'il s'agit d'un « soutien au terrorisme ». Des représentations de pastèques sont alors utilisées lors des manifestations de l'opposition israélienne,.
Les artistes palestiniens utilisent la représentation de la pastèque comme une métaphore du drapeau palestinien et ainsi tentent d'échapper à la censure israélienne.

## Autre symbolique
Les Ukrainiens ont repris l'usage symbolique de la pastèque lors de la seconde bataille de Kherson en novembre 2022 car la ville est considérée en Ukraine comme « la capitale de la pastèque » avec une importante production de ce fruit.